# Carolina (Suriname)
Carolina is een dorp en het oostelijkste van de vijf ressorten waaruit het Surinaamse district Para bestaat. Met een oppervlakte van 1441 km² is Carolina het op een na grootste ressort in Para en ongeveer even groot als de Nederlandse provincie Flevoland. Het ressort is dunbevolkt: van de krap 20 000 bewoners van Para woont nog niet een op zestig in Carolina (1,63%). Het dorp Carolina was vroeger een plantage.

## Brug
Bij Carolina werd een brug gebouwd die niet werd voltooid en werd aangevaren. De bouw van de Carolinabrug werd uiteindelijk in 2014 voltooid bij Redidoti.
De restanten van de eerste brug werd in juni 2025 in beheer gegeven van het plantagebestuur Carolina, met het doel om er voor Carolina en Pierrekondre een economisch winstgevende zone van te maken. "De brug stond er verlaten bij, terwijl het een stevige betonnen constructie is met veel potentie. Het zou zonde zijn om die onbenut te laten", aldus bestuursvoorzitter Richard Slijters.

## Oprichting
De plantage is opgericht in de 17e eeuw door predikant Johannes Basseliers. Toen nog met de naam Carolina's Hoop. Het ligt in een gebied dat deel uitmaakt van plantage Surimombo en de plantage ook. in 1866 kwam de grond in het bezit van Abraham Garcia Wijngaarde (1823-1915). Op de grond Carolina heeft hij een dorp gesticht genaamd Carolina. Veel van zijn nazaten hebben daar een buitenhuis en rechten op veel grond. In 2010 is op het Abraham Garcia Wijngaardeplein in het Carolina het Eigenarenmonument Abraham Garcia Wijngaarde opgericht.  

## Begrenzing
Binnen het district Para grenst Carolina in het westen aan het ressort Oost-Para. Verder grenst het aan vier andere districten: in het noorden aan Commewijne, in het noordoosten aan Marowijne, in het zuidoosten aan Sipaliwini en in het zuiden en zuidwesten aan Brokopondo.

## Bevolking en oppervlakte
In 2005 had Carolina 324 inwoners. In 2012 waren dat er 343, namelijk 183 mannen en 160 vrouwen. Van de vijf ressorten in Para heeft Carolina veruit de kleinste bevolking. In het grotere Bigi Poika, dat ongeveer even dunbevolkt is, woonden 525 mensen. De andere drie ressorten zijn samen nauwelijks groter dan Carolina, maar hebben elk minstens 4000 inwoners.
Qua oppervlakte maakt Carolina ruim een kwart van het district Para uit (27%). De bevolkingsdichtheid is 0,24 inwoners per vierkante kilometer, zodat er per inwoner ruim vier miljoen vierkante meter beschikbaar is.